# أرييل سانتانا
أرييل سانتانا (بالإسبانية: Ariel Santana)‏ (21 يناير 1988 في كوستاريكا - ) هو مدرب كرة قدم ولاعب كرة قدم كوستاريكي في مركز الهجوم. لعب مع ديبورتيفو سابريسا ونادي جامعة كوستاريكا ‏ وC.S. Uruguay de Coronado ‏ ونادي رامونينسي وديبورتيفو بيريرا وBelén F.C. ‏ ونادي بونتاريناس.

## وصلات خارجية
- أرييل سانتانا على موقع قاعدة بيانات كرة القدم.إي يو (الإنجليزية)
- أرييل سانتانا على موقع Soccerway.com (الإنجليزية)